# David Patrick Kelly
David Patrick Kelly (* 23. Januar 1951 in Detroit) ist ein US-amerikanischer Schauspieler.

## Biografie

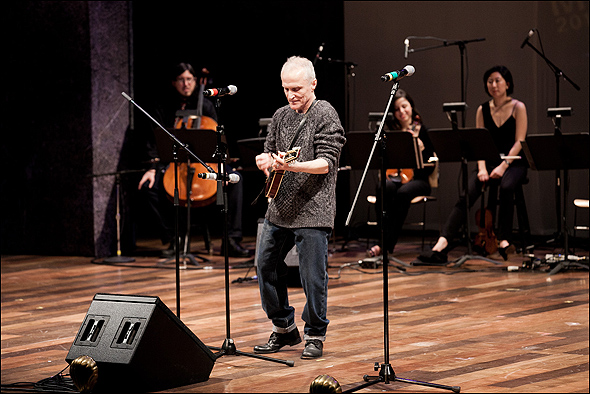
David Patrick Kelly bei einem Auftritt als Musiker (2013)

Kelly wuchs im Staat Michigan auf und graduierte 1970 an der Bishop Gallagher High School in Harper Woods, ebenfalls Michigan. Seine erste Rolle spielte er 1979 in Walter Hills kontroversem Bandenkriegsfilm Die Warriors als Haupt-Antagonist Luther. 1982 sah man ihn im Erfolgsfilm Nur 48 Stunden (ebenfalls unter der Regie von Hill, – und wieder mit dem Rollennamen Luther) in einer Nebenrolle als Ganove, drei Jahre später in einer Kurzrolle als Gangster im Actionfilm Phantom-Kommando mit Arnold Schwarzenegger. In vielen seiner Filme verkörperte er rebellische, gewalttätige oder kriminelle Charaktere, beispielsweise Killer oder Bandenführer. In sehr vielen seiner Filme stirbt sein Filmschurke durch die Hand des Protagonisten.
In der Kultserie Twin Peaks von David Lynch verkörperte er Anfang der 1990er-Jahre die Rolle des playboyhaften und wenig qualifizierten Anwalts Jerry Horne. Etwa zur selben Zeit hatte er auch eine Nebenrolle in Lynchs Kinofilm Twin Peaks – Der Film. Seit der Filmbiografie Malcolm X hat Kelly mehrfach mit Regisseur Spike Lee zusammengearbeitet. Zu seinen bekannteren Rollen zählen weiterhin die des T-Bird in der Comicverfilmung The Crow und der Bandenchef „Doyle“ in Last Man Standing. 2001 war er neben Kevin Spacey im Science-Fiction-Streifen K-PAX – Alles ist möglich zu sehen, 2006 wirkte er an Clint Eastwoods Kriegsfilm Flags of Our Fathers mit. In jüngerer Vergangenheit spielte er in der John-Wick-Filmreihe die kleine Rolle von Charlie, einem Tatortreiniger für Profikiller und andere Verbrecher.
Bekannt ist Kelly auch als Theaterschauspieler. An einigen der renommiertesten Bühnen der Vereinigten Staaten spielte Kelly Rollen in klassischen Theaterstücken. So spielte er unter anderem die Hauptrolle in Woyzeck und Tartuffe sowie den Jago in Othello. 1998 erhielt er den Obie Award für dauerhaft hervorragende Leistungen. Kelly ist außerdem ein erfahrener Mandolinen- und Gitarrenspieler und tritt als Musiker in der New-Yorker Kabarett-Szene auf.
Seit dem 15. August 2005 ist er mit der Schauspielerin und Schriftstellerin Juliana Francis verheiratet. Er ist Inhaber des Nidan-Rangs in der Kampfsportart Seido Karate und praktiziert drei Formen von Taijiquan (Chen, Yang, Palm).

## Filmografie (Auswahl)
- 1979: Die Warriors (The Warriors)
- 1979: Pater Brown läßt sich nicht bluffen (Sanctuary of Fear, Fernsehfilm)
- 1982: Hammett
- 1982: Nur 48 Stunden (48 Hrs.)
- 1984: Dreamscape – Höllische Träume (Dreamscape)
- 1985: Miami Vice (Fernsehserie, Folge The Home Invaders)
- 1985: Das Model und der Schnüffler (Moonlighting, Fernsehserie, Folge 2x07)
- 1985: Phantom-Kommando (Commando)
- 1987: Die Galgenvögel (The Misfit Brigade)
- 1987: Spenser (Fernsehserie, 2 Folgen)
- 1988: Cheap Shots
- 1990: Wild at Heart – Die Geschichte von Sailor und Lula (Wild at Heart)
- 1990: Ford Fairlane – Rock ’n’ Roll Detective (The Adventures of Ford Fairlane)
- 1990–1991: Twin Peaks (Fernsehserie, 9 Folgen)
- 1992: Twin Peaks – Der Film (Twin Peaks – Fire Walk with Me)
- 1992: Malcolm X
- 1994: The Crow – Die Krähe (The Crow)
- 1994: Crooklyn
- 1995: Liebeshunger (Heavy)
- 1996: Last Man Standing
- 1996: Ein Unheil kommt selten allein (Flirting with Disaster)
- 1996: Das Begräbnis (The Funeral)
- 1997: No Night Stand (Trojan War)
- 1999: Undercover – In Too Deep (In Too Deep)
- 2000: Songcatcher
- 2001: K-PAX – Alles ist möglich (K-PAX)
- 2005: Spiel ohne Regeln (The Longest Yard)
- 2006: Flags of Our Fathers
- 2007: Gardener of Eden
- 2008: Law & Order (Fernsehserie, Folge Political Animal)
- 2008: Criminal Intent – Verbrechen im Visier (Law & Order: Criminal Intent, Fernsehserie, Folge Die letzte Show)
- 2008–2011: Gossip Girl (Fernsehserie, 3 Folgen)
- 2010: Louie (Fernsehserie, 2 Folgen)
- 2011: Law & Order: Special Victims Unit (Fernsehserie, Folge 12x12 Bis aufs Blut)
- 2014: John Wick
- 2015: Chi-Raq
- 2015: Blue Bloods – Crime Scene New York (Blue Bloods, Fernsehserie, Folge 5x18)
- 2015: The Blacklist (Fernsehserie, 4 Folgen)
- 2016: To Keep the Light
- 2016: Feed the Beast (Fernsehserie, 8 Folgen)
- 2017: John Wick: Kapitel 2 (John Wick: Chapter 2)
- 2017: Twin Peaks (Fortsetzung der Fernsehserie, 7 Folgen)
- 2018/2023: Succession (Fernsehserie, 2 Folgen)
- 2019: VFW – Veterans of Foreign Wars (VFW)
- 2022: Ray Donovan: The Movie (Fernsehfilm)